# Teresa di Sassonia-Hildburghausen
Teresa di Sassonia-Hildburghausen (Teresa Carlotta Luisa) (Seidingstadt, 8 luglio 1792 - Monaco di Baviera, 26 ottobre 1854) fu regina di Baviera dal 1825 al 1848, in quanto consorte di Ludovico I di Baviera, che abdicò il 20 marzo 1848, tra le cose, a causa di uno scandalo che lo vide coinvolto in una relazione con l'irlandese Lola Montez. Teresa era di fede protestante ma visse in un ambiente cattolico come quello della corte Wittelsbach; inoltre viene ricordata per la sua vicinanza al popolo e l'assistenza ed aiuto ai più deboli, come poveri, orfani o vedove. La sovrana finanziò le casse di numerose organizzazioni caritatevoli. Morì poi nel 1854 a causa della malattia colera.

## Biografia

### Giovinezza
Teresa nacque l'8 luglio 1792 a Seidingstadt, figlia del duca Federico di Sassonia-Altenburg e della moglie, Carlotta di Meclemburgo-Strelitz; apparteneva alla casata ducale di Sassonia-Hildburghausen, un ramo ernestiniano dei Wettin, che nel 1826 fu ribattezzato Casa di Sassonia-Altenburg, i quali avevano portato però al proprio ducato un enorme danno finanziario che nel 1769 porterà all'istituzione di una commissione imperiale per il debito. Era nipote delle regine Luisa di Prussia e Federica di Hannover, quindi prima cugina di Federico Guglielmo IV di Prussia, Guglielmo I di Germania, Giorgio V di Hannover e della zarina Carlotta di Russia. Venne battezzata il 13 luglio 1792 dal cappellano di corte, Andreas Genßler, con i nomi di Teresa Carlotta Luisa, il primo dei quali deriva probabilmente da Maria Teresa d'Austria, poiché la corte era vicina agli Asburgo-Lorena a quel tempo, il che era forse dovuto all'opera del principe Giuseppe Federico di Sassonia-Hildburghausen, che era stato un caro amico dell'imperatrice e mentore del padre di Teresa, Carlo VI d'Asburgo. I padrini di Teresa furono i duchi di York, Federico Augusto di Hannover e Federica Carlotta di Prussia, la langravina Luisa Enrichetta d'Assia-Darmstadt, il principe ereditario Ludovico di Baden e Franz Ludwig von Erthal, principe vescovo di Würzburg. Teresa aveva undici fratelli.

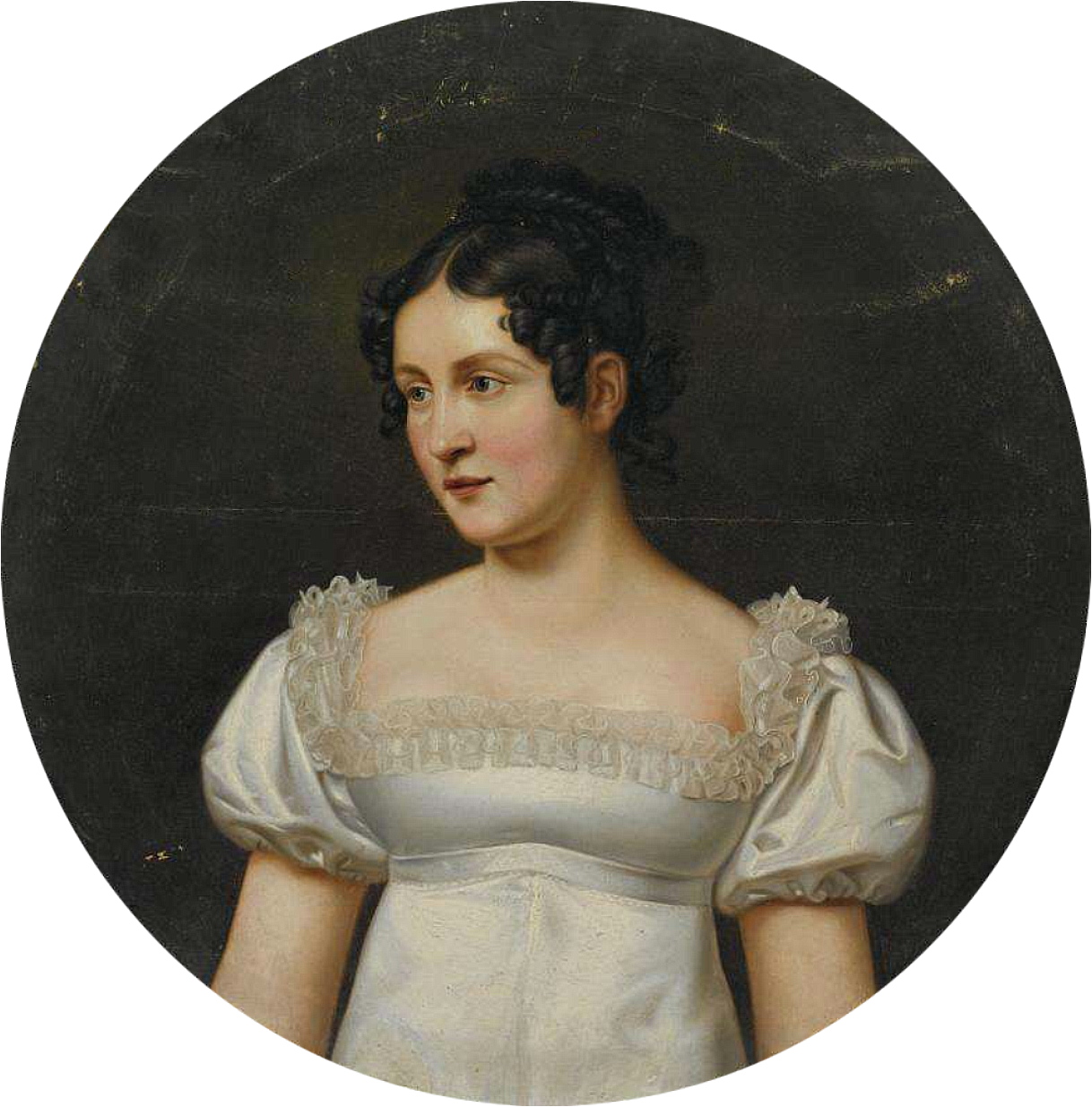
Teresa di Sassonia-Hildburghausen.

La principessa crebbe con i suoi fratelli Carlotta, Giuseppe, Luisa, Giorgio, Federico ed Edoardo nel Castello di Hildburghausen. Il matrimonio dei suoi genitori era considerato infelice. Quando la bisnonna di Teresa, Maria Luisa Albertina di Leiningen-Dagsburg-Falkenburg, si trovava a Hildburghausen nel 1792, commentò che il duca Federico, padre di Teresa: "[...] che, tra i suoi doveri, persegue con zelo solo quello coniugale. Carlotta, che non ha mai amato quest'uomo, è costantemente incinta". La ridotta lista civile dell'amministrazione imperiale forzata del duca Federico significò per Teresa e i suoi fratelli un'infanzia piuttosto priva di privazioni; la carne era rara, mancava il sapone nella lavanderia della corte e una volta un ballo di corte dovette essere interrotto prematuramente perché le candele spente non potevano essere sostituite. Quando re Federico Guglielmo III di Prussia visitò per la prima volta Hildburghausen nel 1803. Per l'occasione, gli amministratori concessero una somma di denaro per riparare le strade e rinnovare l'arredamento nelle stanze del castello. Tuttavia, la madre di Teresa, la duchessa Carlotta, amante dell'arte e intelligente, sapeva come promuovere la vita intellettuale della residenza: allentò le regole dell'etichetta e portò a corte musicisti, pittori e poeti, tra cui lo scrittore Jean Paul, al quale diede il titolo di Consigliere di Legazione nel 1799 e che si fidanzò con una delle sue dame di compagnia. Durante il periodo di Carlotta, Hildburghausen era anche chiamata "Piccola Weimar". Tra i poeti che avevano seguito la chiamata della duchessa a Hildburghausen c'era anche Friedrich Rückert, che dedicò la sua poesia Mit drei Moosrosen alla stessa Teresa ed alle sue sorelle Carlotta e Luisa, inizia con i seguenti versi:
Entstammend eines Mutterschoßes Moosen,
Bring' ich, dazu erwählter Kränzewinder,
Drey thaugesäugte, duftgenährte Rosen,
Als Bilder jener Dreye, die nicht minder
Zusammenblüh’nd in schwesterlichen Loosen,
Den Rosen selber zuviel Ehr' erweißen,
Proveniente da un grembo di muschi,
Io porto, scelto avvoltoio delle ghirlande,
Tre rose nutrite di rugiada e profumo,
Come le immagini di quei tre, che non sono meno
Fioriscono insieme in lotti fraterni,
Mostrando troppo onore alle rose stesse,
Se si lasciano chiamare loro pari.»
(Mit drei Moosrosen, Friedrich Rückert)
Teresa fu cresciuta nella fede evangelica luterana, principalmente da Johanna Nonne e dal predicatore di corte Heinrich Kühner. La principessa trascorse la sua giovinezza in una casa colta e liberale che, nonostante le difficoltà del matrimonio dei suoi genitori, fu caratterizzata da una vita familiare amorevole con fratelli e sorelle molto uniti. Si formò in letteratura classica tedesca e lingua francese. Ricevette lezioni di pittura dal pittore di corte Carl August Keßler, lezioni di pianoforte da Johann Peter Heuschkel ed inoltre Carl Maria von Weber, contava anche la principessa Teresa, tra le sue allieve.

### Matrimonio

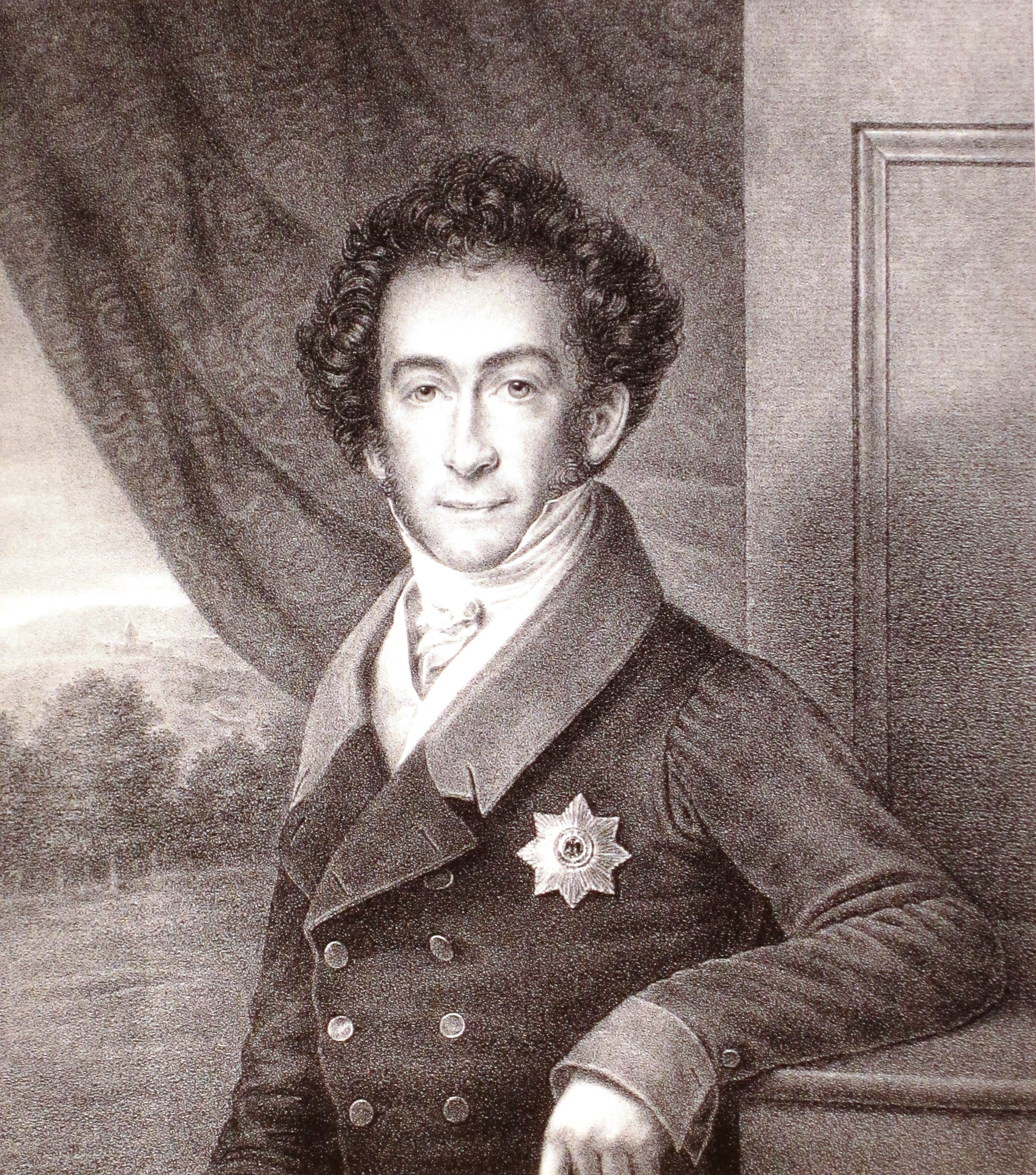
Lo zio Giorgio di Meclemburgo-Strelitz.

Teresa fu originariamente destinata, dalla sua famiglia, a sposare Giorgio di Meclemburgo-Strelitz, suo zio materno di quasi tredici anni più grande di lui; la principessa era nella lista che Napoleone Bonaparte stilò nel 1809, per trovare una possibile moglie che appartenesse ad un'antica dinastia reale europea. Il principe Ludovico di Baviera, erede al trono Wittelsbach, nonché dello stato di Baviera, elevato al rango di regno dall'imperatore francese; Ludovico temeva che sarebbe stato costretto a sposare una parente di Bonaparte, come successe alla sorella Augusta che si unì in matrimonio con Eugenio di Beauharnais, figlio dell'imperatrice Giuseppina e quindi adottivo del sovrano francese. In merito, il principe bavarese disse: "Devo assolutamente sposarmi. Una volta che ciò sarà accaduto, tali attacchi alla mia libertà non potranno più essere fatti da Parigi". Fu lo stesso re di Baviera, Massimiliano I Giuseppe, a consigliare al figlio Teresa di Sassonia-Hildburghausen, descritta come: "[...] una principessa di Hildburghausen [...] è dolce, amichevole e gentile e potrebbe essere un'eccellente moglie. Certo, non potrà portare molto denaro e proprietà nel matrimonio, ma le piccole dimensioni del paese, che è stato costretto ad entrare nella Confederazione del Reno, rendono il matrimonio politicamente non problematico". Ludwig di Baviera soggiornò a Hildburghausen dal 21 al 24 dicembre 1809, periodo durante il quale i suoi genitori accettarono l'invito di Napoleone a Parigi. Il principe bavarese credeva che stessero negoziando con Napoleone riguardo alle sue possibili nozze con una principessa francese. Quando dovette scegliere tra le sorelle Teresa e Luisa, Ludwig scelse la prima anche se si diceva che sua sorella fosse la più carina delle due. Nel gennaio 1810, re Massimiliano di Baviera diede il suo consenso alla scelta del figlio di lasciare Parigi e lasciò intendere che Napoleone stesso era determinato a sposare la principessa Teresa: "Per otto giorni il pubblico ha parlato del fatto che l'Imperatore avrebbe sposato la vostra futura moglie. Immaginate la mia paura, e come lui stesso ha iniziato a parlarmene durante un ballo da Savary."

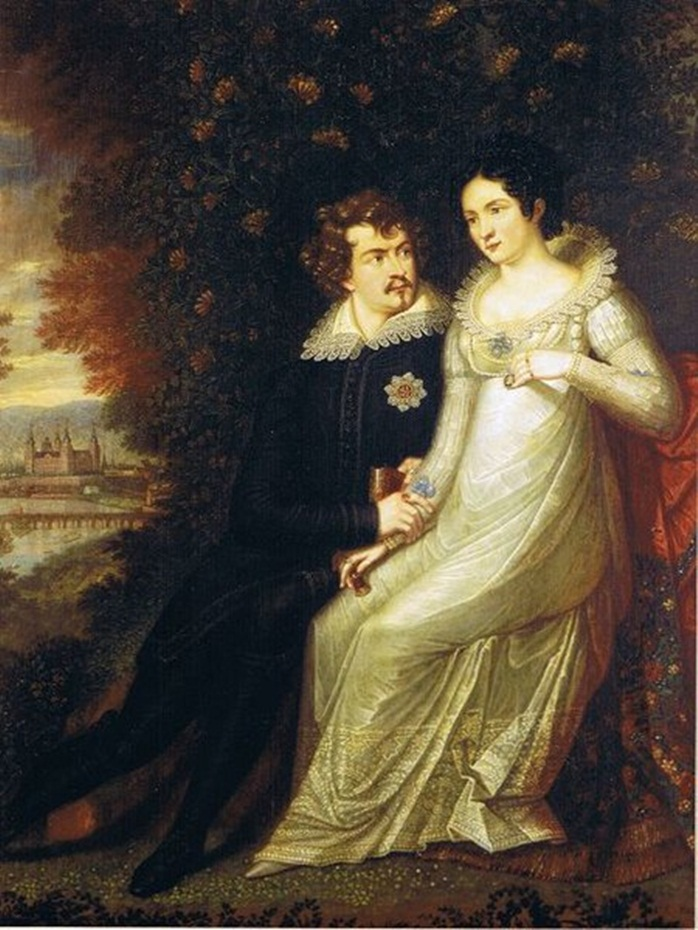
Il principe ereditario Ludovico di Baviera e Teresa di Sassonia-Hildburghausen.

Il fidanzamento tra Teresa e Ludovico, o Luigi, ebbe luogo il 12 febbraio 1810 a Hildburghausen, mentre i sovrani di Baviera si trovavano ancora a Parigi. In occasione del successivo ballo di fidanzamento, come si può dedurre dalla vivace corrispondenza tra gli sposi, Ludwig, facilmente irritabile, sembrava essersi innamorato perdutamente della futura moglie. Tuttavia, il matrimonio veloce che desiderava fu ritardato perché doveva ancora essere negoziato un contratto di matrimonio dettagliato, il che era dovuto principalmente alle diverse denominazioni dei promessi sposi ed alla riluttanza di Teresa a cambiare la sua fede; la Baviera e la casa reale era di fede cattolica, mentre Teresa protestante. Il 23 giugno 1810 ebbe luogo l'annuncio ufficiale della corte e Teresa ricevette come regalo di nozze un ritratto dello sposo tempestato di diamanti. La principessa partì per Monaco con i suoi genitori e la sorella il 6 ottobre. Teresa ricevette un festoso addio a Hildburghausen. Per questa occasione, Friedrich Rückert scrisse la poesia di nozze e di addio "A una sposa principesca" (An eine fürstliche Braut). Per celebrare l'evento, il Theresienfest viene celebrato ogni anno a Hildburghausen dall'inizio degli anni 1990s, ed è da allora diventato il più grande festival popolare della Turingia meridionale. Il viaggio proseguì attraverso Bamberga, dove furono ricevuti dal duca Guglielmo in Baviera, fino a Ratisbona, dove la famiglia fu accolta dal fragore dei cannoni e soggiornò al Castello di Sant'Emmerano dalla zia della futura sposa, Teresa Matilde di Thurn und Taxis. Qui il padre di Teresa, Federico, fu insignito dell'Ordine di Sant'Uberto, l'onorificenza più importante del regno bavarese e della casa Wittelsbach, e Teresa fu presentata al suo futuro maggiordomo capo, il conte Fabrizio Evaristo Pocci, che dovette consegnarle una lettera commovente di Ludwig.
La mattina del 12 ottobre 1810, dopo che la famiglia reale celebrò l'onomastico di re Massimiliano I nella Chiesa di San Michele, la sera Ludovico e Teresa, che in quel momento soffriva di un forte mal di denti, si sposarono nella cappella della Residenza di Monaco; le nozze furono il primo matrimonio reale, celebrato a Monaco dal 1722. Il Regno di Baviera, nato solo da quattro anni, ebbe l'opportunità di presentarsi brillantemente durante i sontuosi festeggiamenti nuziali di cinque giorni. I festeggiamenti iniziarono il 13 ottobre in Max-Joseph-Platz. La città fu illuminata e venne organizzata una festa popolare, un'opera con ingresso gratuito, un'accademia musicale, uno spettacolo teatrale ed un ballo . Sulla piazza antistante, la Sendlinger Tor, "ai margini della strada che porta in Italia", in occasione delle nozze, il 17 ottobre si svolse una grande corsa di cavalli del reparto di cavalleria della Guardia Nazionale. Per questa occasione, Teresa aveva già fatto confezionare a Hildburghausen un abito con i colori nazionali bavaresi e, assieme a Ludovico, fu accolta da nove coppie di contadini provenienti dai nuovi distretti amministrativi del regno, nei loro costumi tradizionali. La zona venne chiamata "Theresienwiese" in onore della principessa ereditaria. Un anno dopo, i festeggiamenti furono ripetuti e da allora l'Oktoberfest annuale ha avuto luogo su quella che oggi è la Theresienwiese. Tuttavia, l'euforia iniziale di Ludwig per la moglie si era ormai ampiamente affievolita al momento delle nozze: già dopo il ballo, che seguì la corsa dei cavalli, Teresa si ritirò prima del previsto perché non si sentiva bene e Ludwig tornò senza di lei. Nel suo diario scrisse: "[…] L'ho fatto per mostrare la mia libertà, e affinché mia moglie capisca che se lei si ritira, io devo fare lo stesso." Scrisse a sua sorella Carlotta: "[…] ma mi sono sposato senza passione; potrebbe essere più vantaggioso per il futuro".

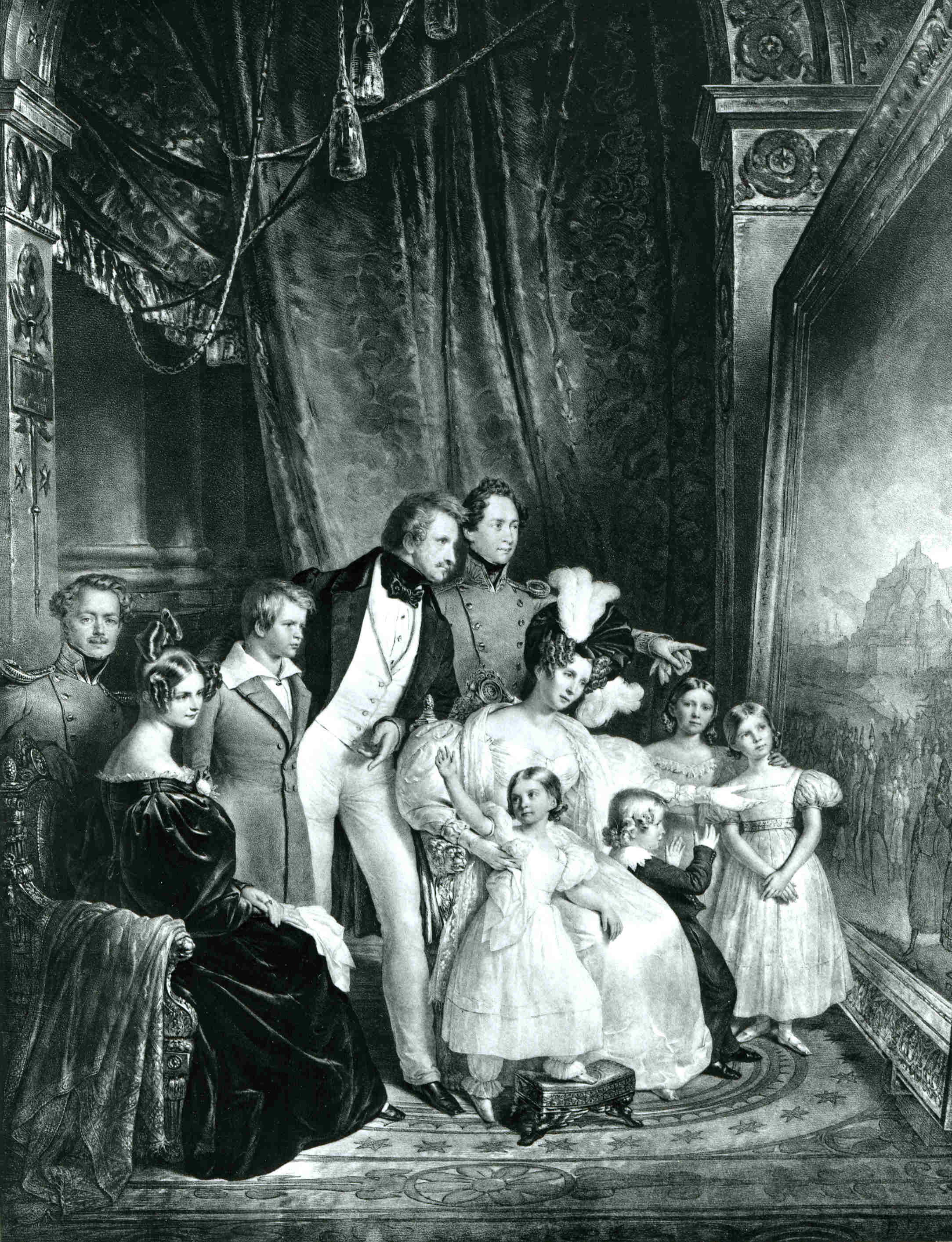
Teresa e Ludovico assieme ai loro figli.

Il Ducato di Sassonia-Hildburghausen dovette occuparsi dei costi delle nozze e della dote della sposa. Anche un anno dopo, le nozze non erano state ancora interamente pagate ed il padre di Teresa, il duca Federico, annotò il 26 giugno 1811 che non era in grado di pagare le nozze con il bilancio corrente. La coppia ebbe nove figli:
- Massimiliano II (1811 - 1864)
- Matilde Carolina (1813 - 1862)
- Ottone I (1815 - 1867)
- Teodolinda (1816 - 1817)
- Luitpold (1821 - 1912)
- Adelgonda (1823 - 1914)
- Ildegarda (1825 - 1864)
- Alessandra (1826 - 1875)
- Adalberto (1828 - 1875)

### Principessa ereditaria
Nel 1811 nacque il primogenito Massimiliano, futuro sovrano della Baviera; il suocero re Massimiliano I insistette affinché il nipote nascesse a Monaco, dove all'epoca la coppia del principe ereditario non viveva. Dopo che il principe ereditario Ludovico di Baviera, fu nominato governatore generale dei distretti dell'Inn e del Salzach, la coppia risiedette ad Innsbruck ed al Castello di Mirabell a Salisburgo, che Teresa preferiva e dove nacque il secondogenito maschio Ottone, futuro re di Grecia. Nell'anniversario della Battaglia delle nazioni, o di Lipsia, del 1814, organizzò un pasto per i poveri e divenne patrona della "Associazione femminile di Salisburgo". Dopo che il distretto di Salisburgo fu acquisito sotto dall'Impero asburgico nel 1816, Ludwig e Teresa si trasferirono a Würzburg, dove la principessa si unì alla congregazione protestante di Santo Stefano. Per un certo periodo vissero anche nel Castello di Johannisberg ad Aschaffenburg.
La coppia trascorse l'estate a Bad Brückenau. La coppia ereditaria di Baviera, considerata attraente, spesso partecipava insieme agli eventi pubblici. Nel 1813 e nel 1815, Teresa tornò nella sua città natale; nel 1815, lei e sua madre visitarono il barone Christian Truchseß von Wetzhausen, un caro amico della famiglia ducale di Hildburghausen e padrino del principe Edoardo. Nel ricevere gli ospiti, Truchseß volle far entrare per prima nel castello Carlotta, madre di Teresa, di rango inferiore, ma lei rifiutò, lasciando entrare per pima la figlia, principessa ereditaria di Baviera. Il maggiordomo rispose: "Vostra Altezza mi perdonerà con la grazia, ma finché il castello è esistito qui, la madre ha sempre avuto la precedenza sulla figlia". Teresa salvò abilmente la situazione prendendo l'altro braccio del barone e tutti e tre attraversarono il cancello del castello. Sempre nel 1815, Ludwig e i suoi genitori parteciparono al Congresso di Vienna, mentre Teresa, incinta del figlio Ottone, rimase a Salisburgo. Senza alcun compito politico, il principe ereditario si abbandonava a tutti i tipi di piaceri e saltava “di fiore] in fiore” nei suoi rapporti con le donne di Vienna.

### Regina di Baviera
Il 13 ottobre 1825 morì re Massimiliano I Giuseppe e di conseguenza il primogenito gli successe come Ludovico II di Baviera; Teresa divenne regina consorte di Baviera. I nuovi sovrani non furono incoronati, anche se è una coppia di ritratti, di Joseph Karl Stieler, che raffigurano Ludovico I e la regina Teresa con gli abiti di un'ipotetica incoronazione. A fianco alla sovrana, venne riportata la "Corona della regina", un diadema proveniente dalla bottega del gioielliere Nitot, che realizzò anche la corona imperiale di Napoleone di Francia e le insegne di Giuseppina di Beauharnais, da cui prende ispirazione la veste indossata dalla regina di Baviera nel ritratto. Durante un viaggio della coppia reale nel 1829 attraverso la Renania-Palatinato, che faceva parte della Baviera dal 1816, Teresa apparve sempre più spesso in pubblico. La regina viaggiò molto anche in privato, in particolare a Hildburghausen e Altenburg, la nuova residenza di suo padre ed in seguito dei suoi successivi fratelli regnanti, i duchi Giuseppe e Giorgio. Nel 1827, la regina fondò l'Ordine di Teresa, l'onorificenza femminile più illustre della Baviera che si proponeva di provvedere ai poveri. Teresa, che si era sempre dedicata al benessere e le cui spese spesso erano per i poveri, le vedove, gli orfani e gli ospedali, era protettrice di numerosi circoli e società sociali. Importante è stato il suo coinvolgimento nella “Women’s Association for Infant Care Facilities”. Ebbe un rapporto amichevole con una delle fondatrici, Auguste Escherich, che considerava una “semplice donna del popolo”. Doveva ottenere il permesso del re per trattare con lei. Durante una visita alla casa di Auguste Escherich, la regina confessò di non aver mai visto una cucina prima.

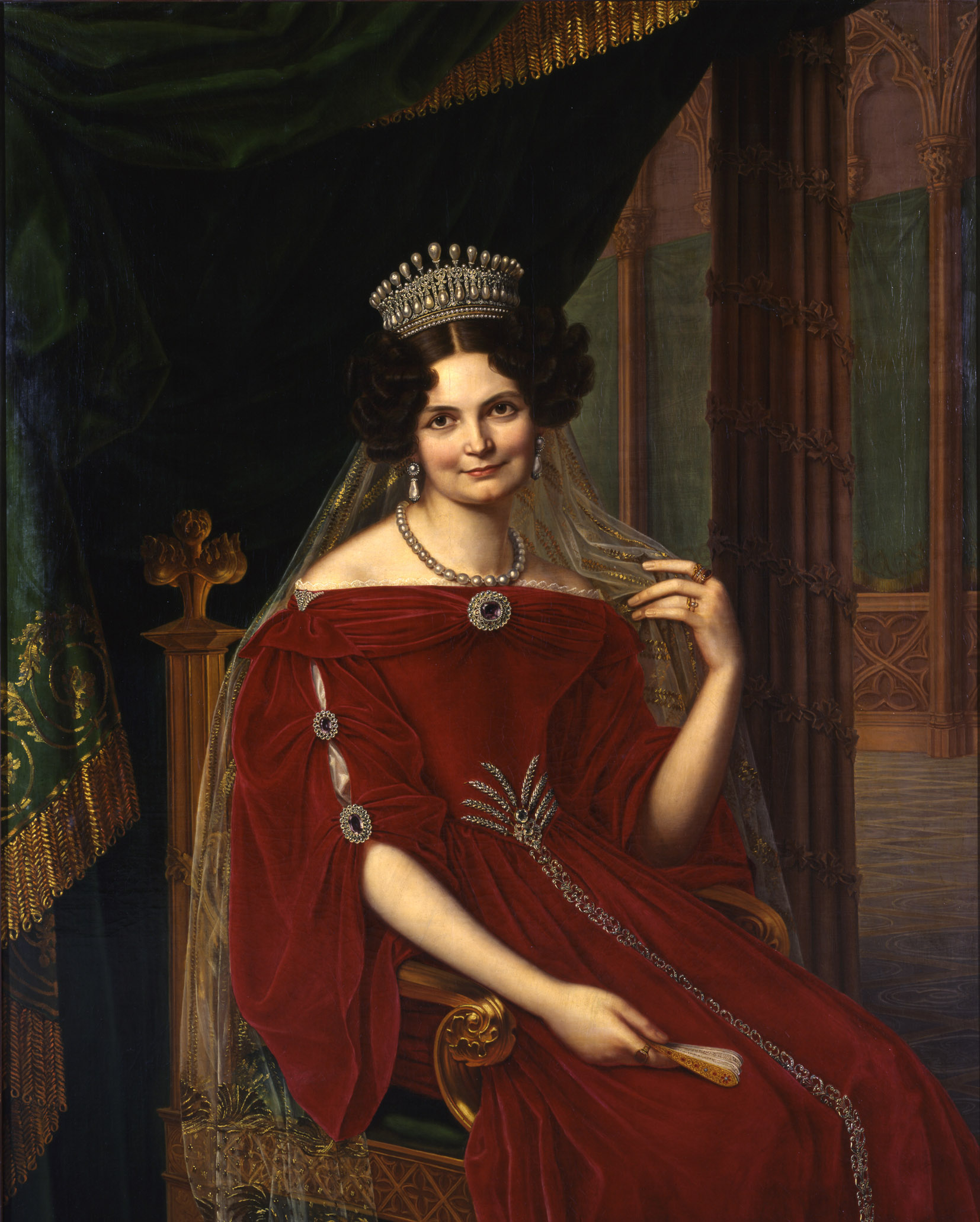
Ritratto della regina Teresa di Baviera, di Karl Begas nel 1830 circa, conservato oggi alla Alte Nationalgalerie, di Berlino.

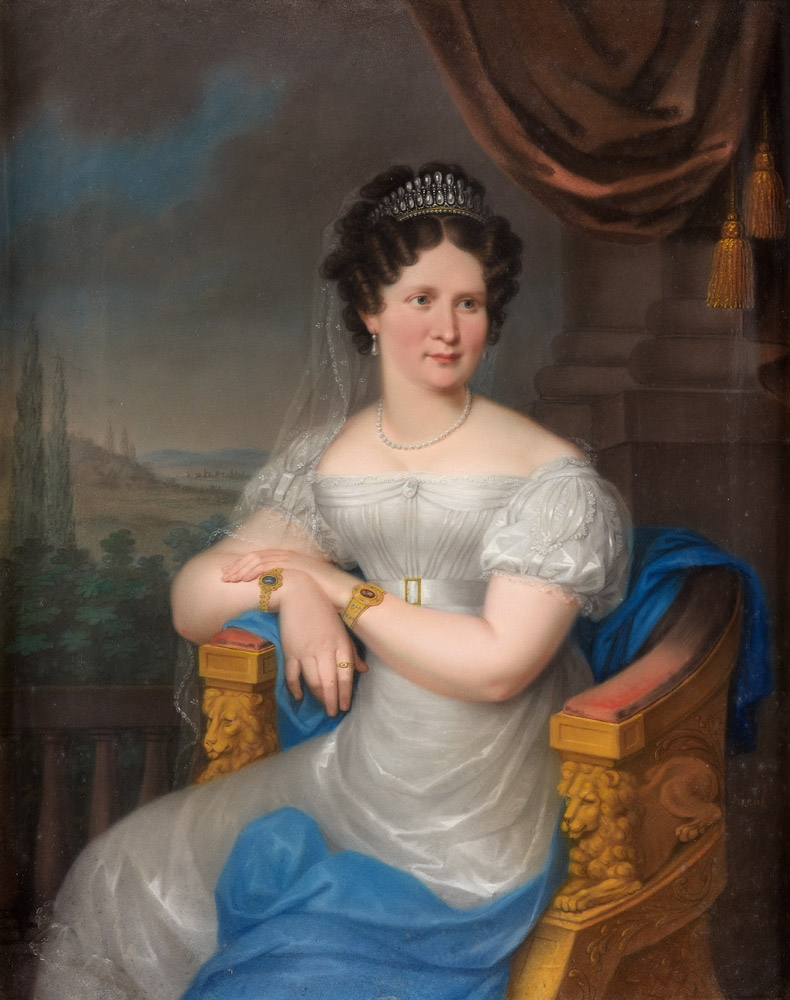
Ritratto della regina di Baviera, Teresa di Sassonia-Hildburghausen nel 1825 circa.

Il marito Luigi I di Baviera apprezzava il buon senso politico della moglie Teresa, la quale mostrava interesse per gli affari del regno ed il sovrano la considerava come un fine politico. Ogni volta che suo marito lasciava Monaco, la regina lo teneva informato di tutto ciò che succedeva alla corte e nel paese. Nel marzo 1830, gli fece anche pervenire degli articoli francesi del Journal des débats e ritagli della stampa tedesca al fine di attirare la sua attenzione sulla Rivoluzione di luglio, scoppiata a Parigi contro i Borbone. In effetti, la sovrana considerò che, nell'interesse dei suoi sudditi, il re doveva sapere tutto su ciò che succedeva nel suo paese. Quando suo figlio Ottone venne eletto re di Grecia nel 1832, Teresa esortò il marito ad ascoltare la sua opinione sulla questione. Inoltre mise in guardia Ludwig da Friedrich Thiersch, che considerava troppo liberale, e da Karl Wilhelm von Heydeck, che considerava troppo impopolare in Grecia. Nell'Archivio segreto della casa dei Wittelsbach si trova ancora un gran numero di lettere della regina a Ludovico I, che non sono ancora state valutate per il loro contenuto politico. Viene anche ricordata la compassione della regina Teresa per la sorte di Kaspar Hauser, giovane tedesco che comparve a Norimberga nel 1828, affermando di essere cresciuto in totale isolamento in una cella oscura. Le affermazioni di Hauser e la sua morte in circostanze poco chiare generarono un acceso dibattito. L'incontro con Hauser da lei desiderato ebbe luogo nell'agosto del 1833, durante l'ottava Festa Nazionale Reale Bavarese a Norimberga. L'incontro con la coppia reale era previsto sullo Schmausenbuck, ma in realtà era già avvenuto in occasione di una “colazione rurale” nella pinacoteca della Cappella di St. Moritz. Lì, si dice che Kaspar Hauser abbia chiesto a Therese "che fosse reso noto che nessun danno sarebbe accaduto a colui che lo teneva prigioniero", perché "questo era l'unico mezzo per proteggere la sua vita dagli assassini". Poco prima, re Ludovico I annotò in un diario: "Ho sentito da Teresa che il nostro futuro genero aveva detto (purtroppo solo ora) che quando vide Kaspar Hauser con noi a Schmausenbuck vicino a Norimberga il 27 agosto, aveva notato la somiglianza dei suoi occhi con quelli del Granduca Carlo di Baden) e quelli di una cugina di Baden (Maria Amalia di Baden)." Il presunto omicidio di Kaspar Hauser aveva riacceso la voce che circolava da tempo a Monaco secondo cui era in realtà un principe di Baden.

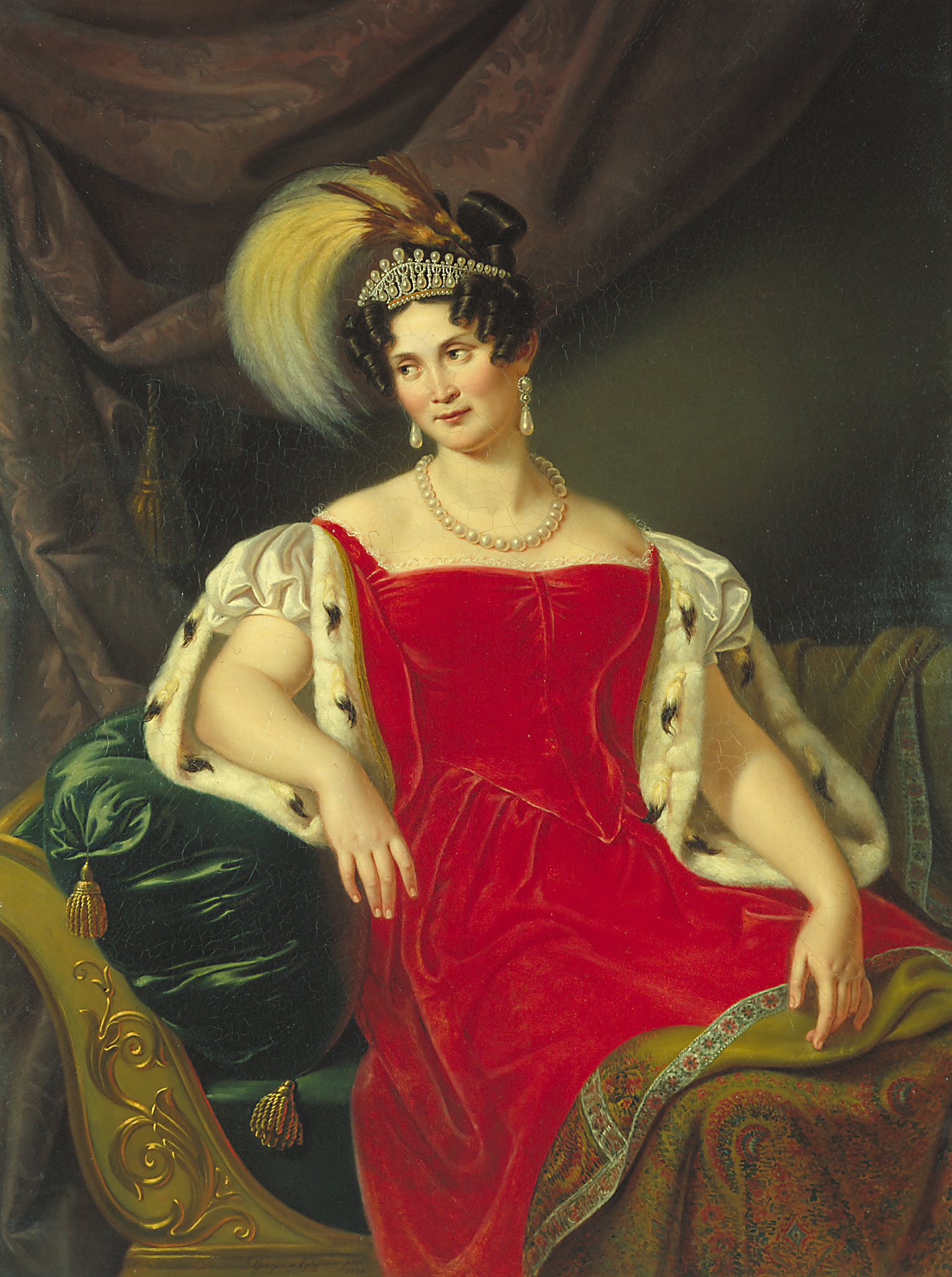
Teresa, ritratta da Julie von Egloffstein, oggi del Wittelsbacher Ausgleichsfonds.

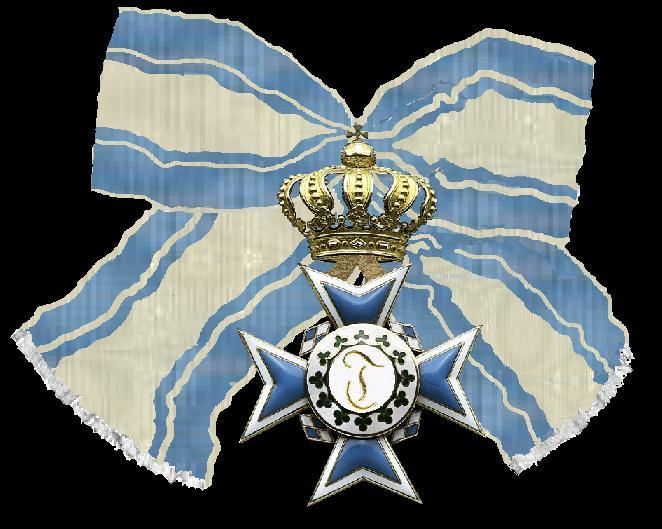
Insegna reale dell'Ordine di Teresa.

Nel 1846, re Ludovico I cominciò una relazione con l'attrice irlandese Lola Montez, che ricevette una villa in Barer Straße a Monaco di Baviera, un titolo nobiliare, contessa di Landsfeld, e sostegno finanziario; questo rapporto fu scoperta dalla regina Teresa che cominciò a mettere in imbarazzo il consorte, tenendosi lontano dal marito a teatro, a tavola o davanti ai diplomatici, il tutto ben visibile al pubblico. La sovrana bavarese si rifiutò categoricamente di conferire l'Ordine di Teresa, ordine cavalleresco bavarese il cui gran maestro era la regina consorte di Baviera, all'amante del marito. Ludovico era infastidito dalla "freddezza e silenziosità" di Teresa, la quale era sostenuta dai ministri. I cognati del monarca della Baviera, Federico Guglielmo IV e la moglie Elisabetta Ludovica di Prussia, sorellastra di Ludovico, che trovarono il suo comportamento "spaventoso", si astennero da un viaggio programmato in Baviera per evitare di dover incontrare il re. La relazione tra il sovrano e la Montez divenne pubblica e creò uno scandalo, che, unito al comportamento assolutista e ad un aumento dei prezzi, suscitò nel popolo un grande risentimento, alimentato da una precedente rivolta universitaria del marzo 1848. Tuttavia, il 4 marzo, l'armeria venne presa d'assalto; la folla si armò con l'equipaggiamento militare qui immagazzinato e marciò verso la Residenza reale. Il principe Carlo Teodoro, fratello di Ludovico e feldmaresciallo dell'Esercito bavarese, garantì la calma con la sua presenza e così la situazione si risolse pacificamente dopo che fu servita birra gratis. Sia la famiglia reale che i conservatori si rivoltarono a Ludovico I, inoltre I ministri simpatizzavano con il popolo. Ludovico fu così costretto a firmare il cosiddetto "Proclama di marzo" (che gli era stato dettato dal suo ministro Oettingen-Wallerstein in risposta ai disordini e alle dimostrazioni) con notevoli concessioni: dichiarò che avrebbe convocato immediatamente l'Assemblea degli Stati e avviato delle riforme; lo stesso giorno l'esercito prestò giuramento sulla costituzione. Il 16 marzo 1848 si verificarono nuovi disordini, poiché la Montez era tornata a Monaco dopo l'esilio, venendo ricercata dalla polizia su ordine del monarca il 17 marzo, e questa fu per lui la peggiore umiliazione. Alla fine re Ludovico I di Baviera abdicò il 20 marzo 1848 in favore del primogenito, che gli successe come Massimiliano II (Giuseppe) di Baviera. Il principe Luitpold scrisse al fratello Ottone in Grecia: “[…] Non ho bisogno di dirti che la nostra amata madre si è dimostrata come un angelo in questo momento difficile!”. 

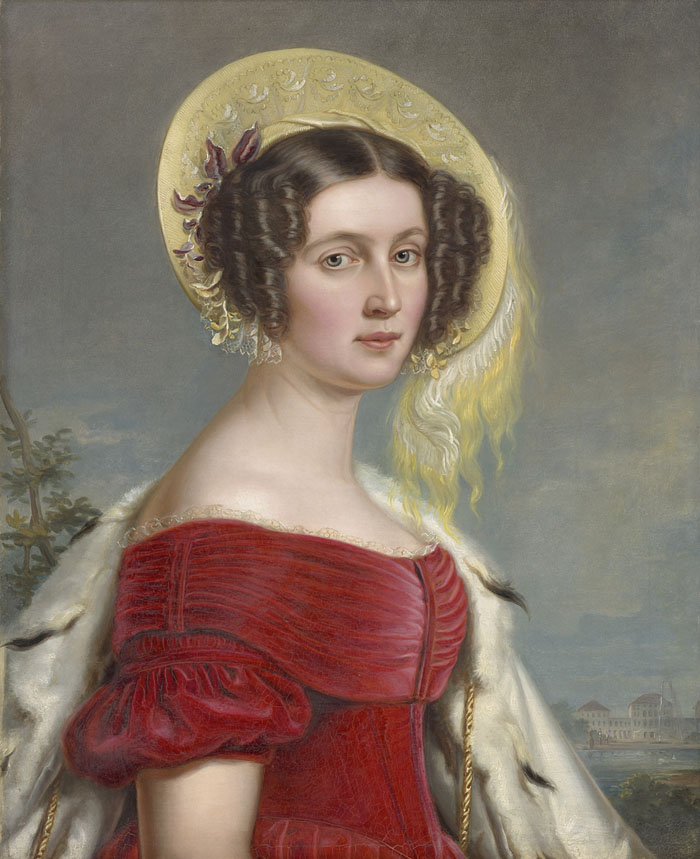
Teresa di Baviera, ritratta da Joseph Karl Stieler, Castello di Nymphenburg.

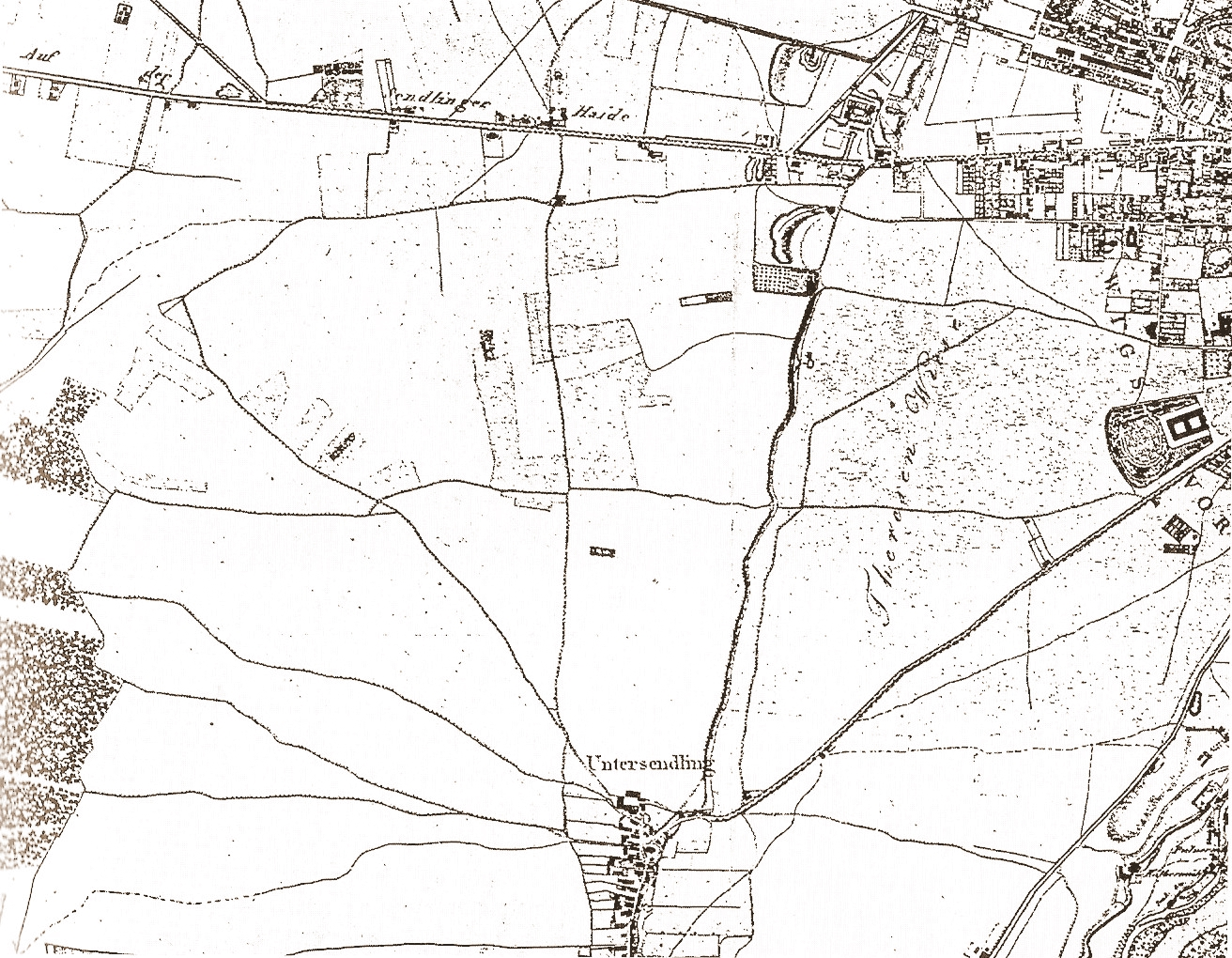
Mappa di Monaco di Baviera con l'indicazione deò Theresienwiese, 1812.

Teresa era una moglie sensibile e leale di un uomo estremamente difficile, che trovava difficile la fedeltà coniugale. Soffriva anche dell'avarizia di re Ludwig, che pubblicamente si comportava da grande mecenate e viziava regalmente le sue amanti. Per il suo compleanno nel 1847, Lola Montez ricevette, tra gli altri doni, una somma in contanti di 40.000 fiorini dal sovrano. La regina riceveva solo un “denaro dell’ago” annuale di 12.000 fiorini. La regina doveva prima chiedere al monarca qualsiasi capo di vestiario desiderasse acquistare, inoltre per i prossimi viaggi e soggiorni termali della famiglia, Ludwig richiedeva un preventivo dei costi con un accordo di rimborso e, se la regina avesse preso in prestito denaro dal tesoro del gabinetto, avrebbe dovuto firmare una cambiale. Confidò all'amica Auguste Escherich che le sue risorse finanziarie duravano solo fino al dieci di ogni mese. Tollerava molte delle scappatelle del marito, che aveva un temperamento erotico estremamente attivo; poiché la vita amorosa di Ludwig si svolgeva in gran parte in pubblico, il comportamento di Teresa le fece guadagnare l'ammirazione della popolazione e anche delle corti straniere. Quando, nel 1831, Luigi I convocò la sua amante italiana, la marchesa Marianna Bacinetti alla corte bavarese, Teresa lasciò ostentatamente Monaco per raggiungere Hildburghausen. Alla fine, la sovrana sembrò, malgrado tutto, fare la pace con la sua rivale. In effetti, la marchesa chiese a Ludovico di Baviera di mettere un medico a disposizione di sua moglie per risolvere i suoi dolori oculari e Teresa utilizzò effettivamente questo rimedio. L'inaugurazione della statua della Baviera sul Theresienwiese nel 1850, in occasione del 40° anniversario dell'Oktoberfest, fu una celebrazione di omaggio all'ex coppia reale, che era già presente quando, sei anni prima, venne realizzata la testa. Ferdinand von Miller aveva nascosto nella testa trenta operai che, dopo un applauso al re, ne uscirono uno dopo l'altro, facendo esclamare ripetutamente al re: "Ecco! Ancora uno!". Tuttavia, nel contesto della successiva escalation degli eventi e dopo l'espulsione della Montez l'11 febbraio 1848, Teresa rimase nuovamente fedele a Ludwig. Dopo aver firmato il “Proclama di marzo” e aver ricevuto gli applausi del popolo, disse alla moglie, che gli stava accanto: “Gridano a squarciagola e mi umiliano”. Nonostante tutto, Ludwig era anche un marito attento e un padre di famiglia dal cuore d'oro, che senza dubbio amava la moglie ed era ben consapevole di ciò che aveva in lei. Nel 1841 scrisse: "Non c'è madre migliore, né moglie migliore; il suo amore e la sua coscienziosità sono insuperabili. Se dovessi scegliere, non ne conosco altra, non importa quali siano le mie circostanze, sceglierei piuttosto che lei."

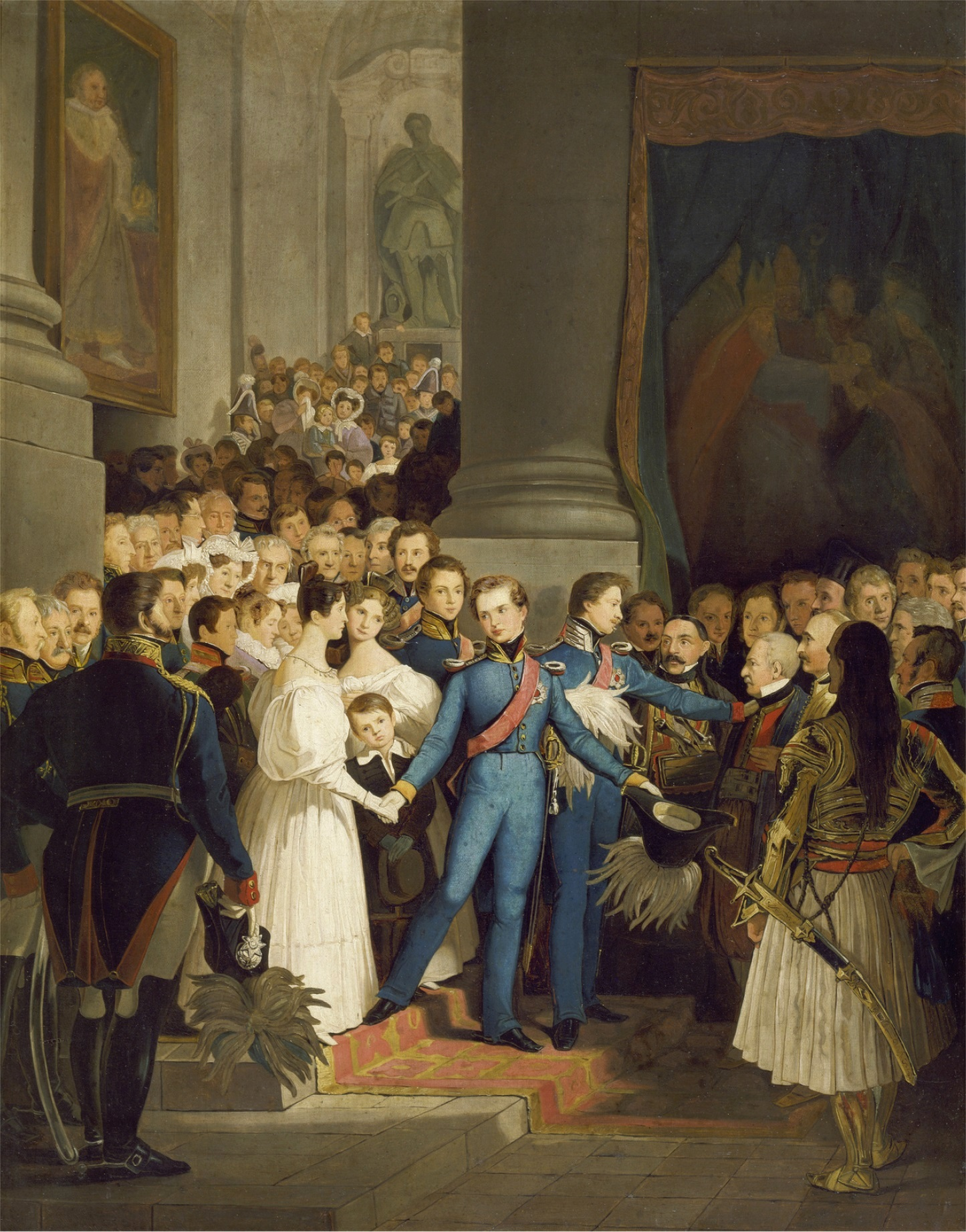
Ottone, alla sinistra della madre Teresa, che lascia Monaco per la Grecia nel 1832.

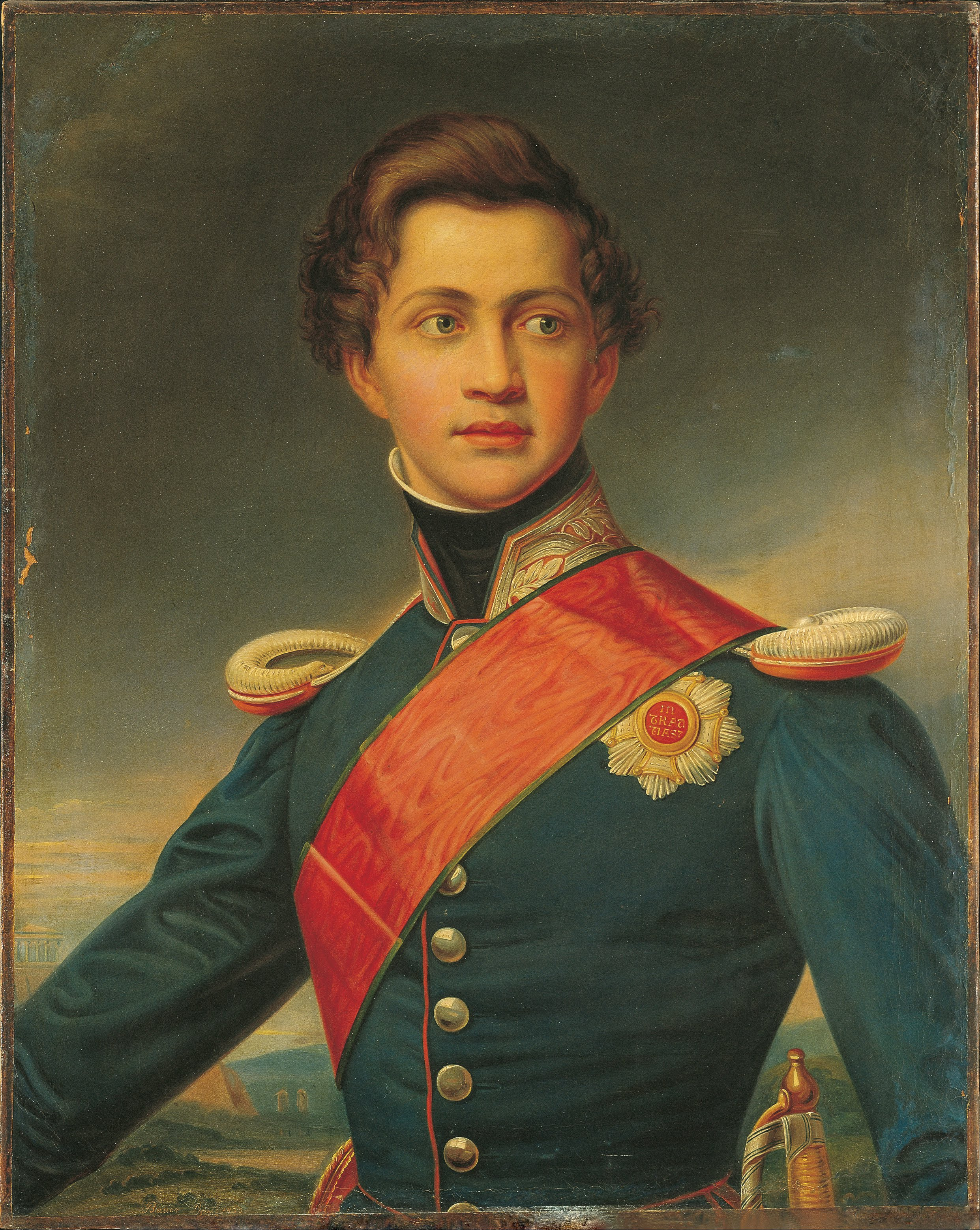
Ritratto di re Ottone I di Grecia.

Ottone, il terzo figlio di Teresa e Ludwig, somigliava molto alla madre; suo padre notò in seguito che assomigliava più agli Altenburg che ai Wittelsbach. Il 7 maggio 1832, Ludovico I accettò la corona reale greca offerta al figlio diciassettenne, così che il 6 dicembre Ottone si recò in Grecia. La famiglia accompagnò il principe a quella che più tardi sarebbe diventata Ottobrunn; solo Teresa continuò con Otto ad Aibling. Con Ottone, anche il fratello di Teresa, Edoardo, andò in Grecia a capo del contingente militare di 3.500 uomini e divenne governatore di Nauplia. Dopo che la regina ricevette la notizia che Ottone era stato accolto con gioia dai suoi nuovi sudditi, organizzò un pasto per i poveri a Monaco il 28 maggio. Fino alla sua morte, la regina di Baviera scambiò centinaia di lettere con il figlio, sovrano greco. Già nella prima lettera, raccomandò un maggiore russo al servizio di Otto, il quale, nonostante le sue origini greche, venne respinto per il servizio militare. Teresa ne fu stupita, come descrive in una lettera al re di Grecia: "Servire te e la terra dei suoi padri sembra essere l'obiettivo di tutti i suoi desideri." Infastidita dalla lentezza del servizio postale, raccomandò ad Otto di consegnare le sue lettere ai mercanti bavaresi durante il suo viaggio di ritorno a casa. Nel 1835 re Ludovico si recò in Grecia per far visita al figlio Otto, tuttavia, alla moglie non fu permesso di accompagnarlo a causa di presunti problemi di salute. Più probabilmente, Ludwig attraversò l'Italia per andare a trovare la sua amante a Perugia. Teresa era in lacrime per questa decisione, e non visitò mai la Grecia. Nel 1836 Ottone visitò la sua patria, la Baviera, e trascorse molto tempo da solo con la madre, poiché suo padre in quel periodo soggiornava a Bad Brückenau. Madre e figlio andarono a Franzensbad. Lì, Teresa aveva organizzato un incontro tra Otto e la protestante Amalia, figlia del granduca Augusto I di Oldenburg, il cui carattere riteneva sarebbe stato adatto a suo figlio. In effetti, Amalia fu un “colpo di fortuna” per il monarca ellenico. Teresa mantenne anche una fitta corrispondenza con la sua futura nuora. Nel 1862, re Ottone di Grecia venne detronizzato e dovette lasciare il regno ellenico, ma la regina Teresa era morta otto anni prima.

### Religione

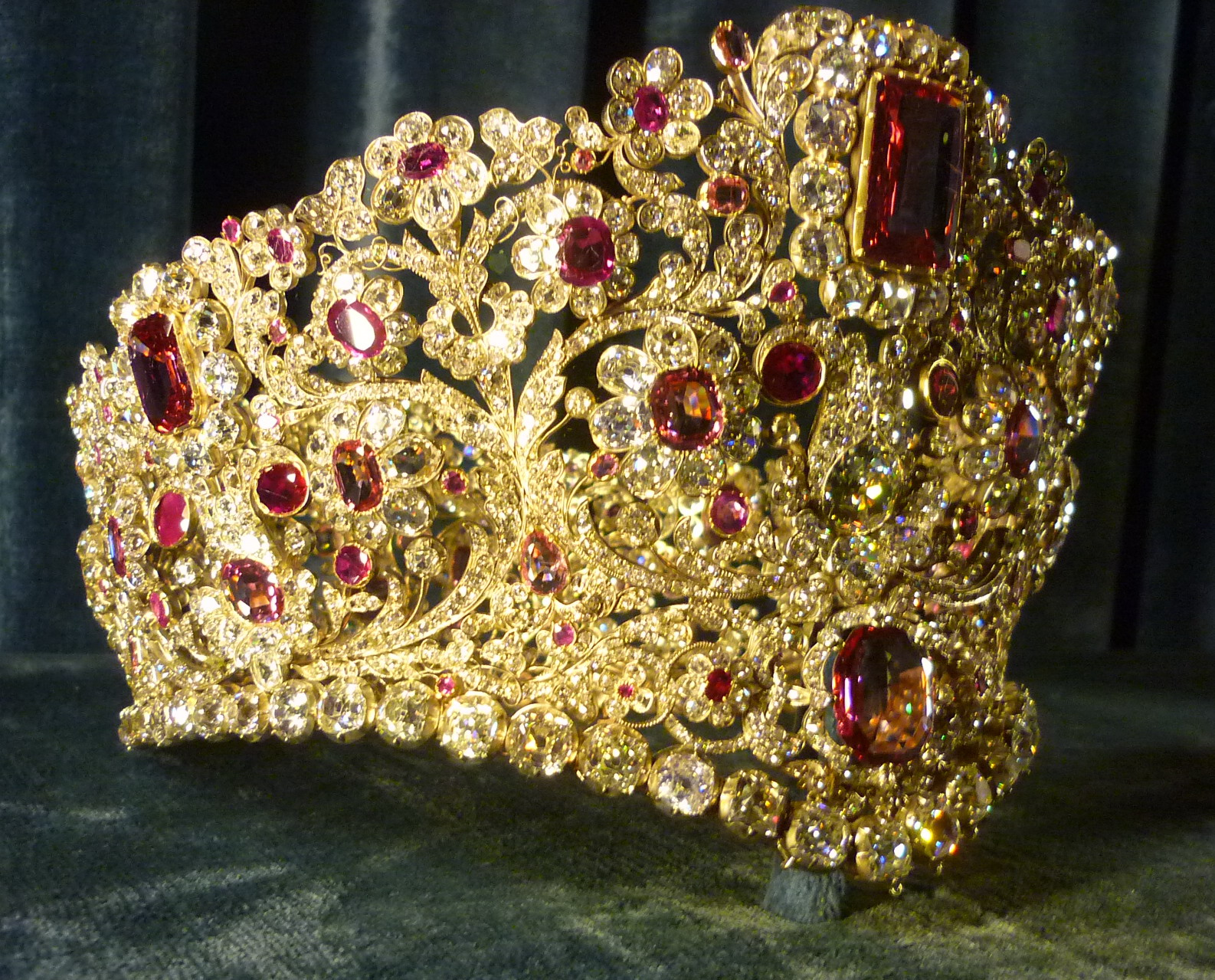
Tiara di rubini, appartenuta alla regina Teresa, oggi al Residenz di Monaco.

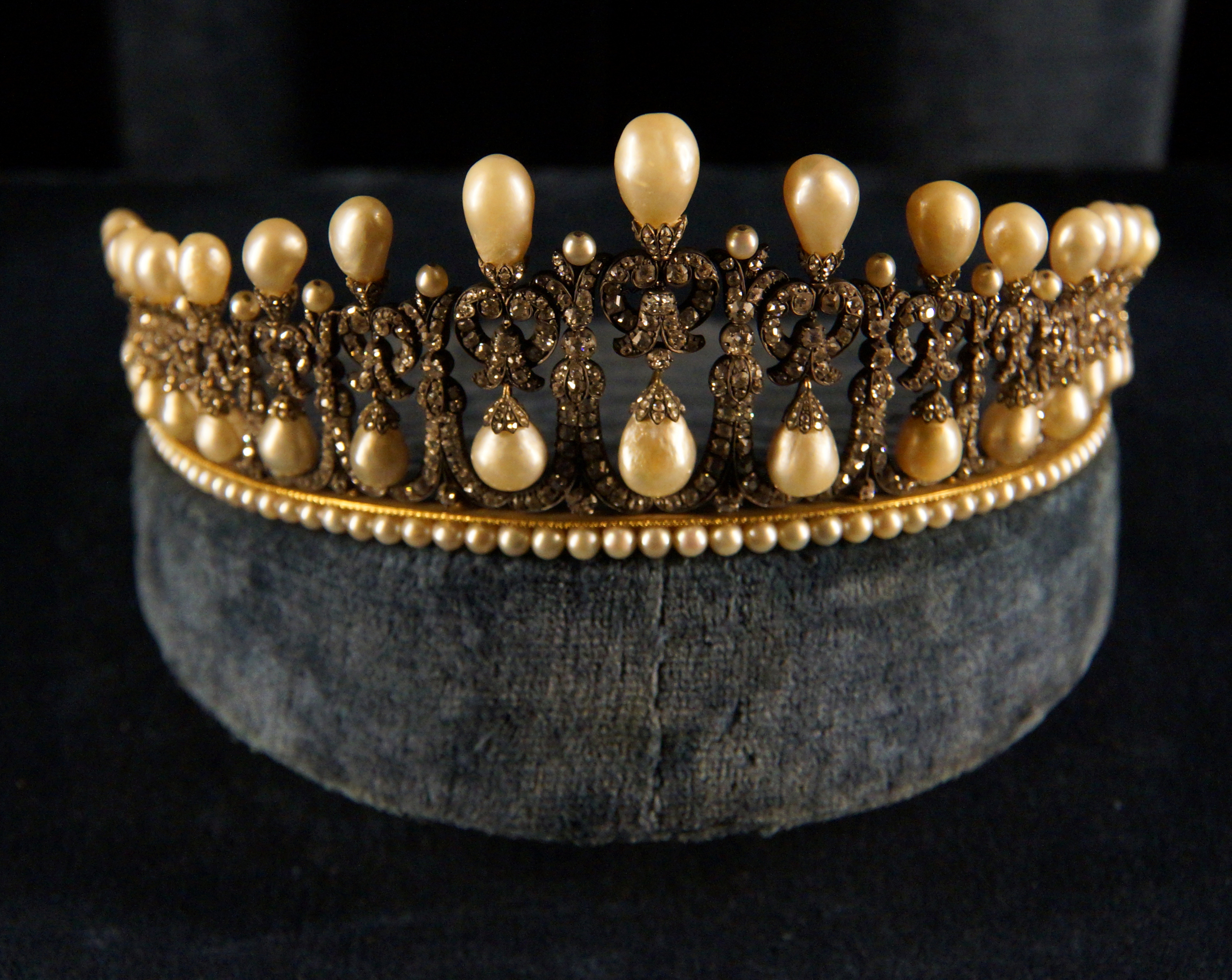
Tiara di nodi d'amore, appartenuta alla regina Teresa, oggi al Residenz di Monaco.

La regina Teresa crebbe in una famiglia che viveva profondamente di fede protestante; sua madre Carlotta e il predicatore di corte Heinrich Kühner esercitarono una grande influenza sulla principessa, con i quali più tardi, come sovrana di Baviera, prese anche la comunione durante le sue visite a Hildburghausen. Queste impressioni della sua infanzia contribuirono in modo significativo a far sì che Teresa rimanesse protestante per tutta la sua vita in un ambiente cattolico, come quello della corte bavarese. Il contratto di nozze tra Ludovico e Teresa fu redatto dal ministro conte Montgelas. Uno dei problemi principali era la differenza di credo religioso tra i futuri sposi, difatti il principe bavarese era di fede cattolica, ma comunque tale contratto stabiliva che a Teresa era consentito continuare a praticare la sua fede. Il re bavarese avrebbe dovuto garantire la possibilità della libera pratica religiosa e fondare una cappella protestante con un proprio predicatore di gabinetto. I figli e le figlie dovevano essere educati nella fede cattolica ed a Teresa era permesso impiegare cristiani protestanti nella sua corte. Ciononostante, il marito Ludwig tentò di convincere la moglie a convertirsi alla religione. Nell'estate del 1821 Teresa, ancora principessa ereditaria, si ammalò così gravemente a Bad Brückenau che chiese l'estrema unzione. Ludwig ordinò al sacerdote principe Alessandro di Hohenlohe-Waldenburg-Schillingsfürst, che si dice avesse già guarito miracolosamente il principe Ludovico dalla sua perdita dell'udito, di pregare per la consorte, già in via di guarigione. Ludwig attribuì la successiva guarigione della principessa ereditaria all'operato del principe cattolico e cercò con tutte le sue forze di convincerla a convertirsi. Ma Teresa, sempre fedele al marito, resistette a questo desiderio fino alla morte.

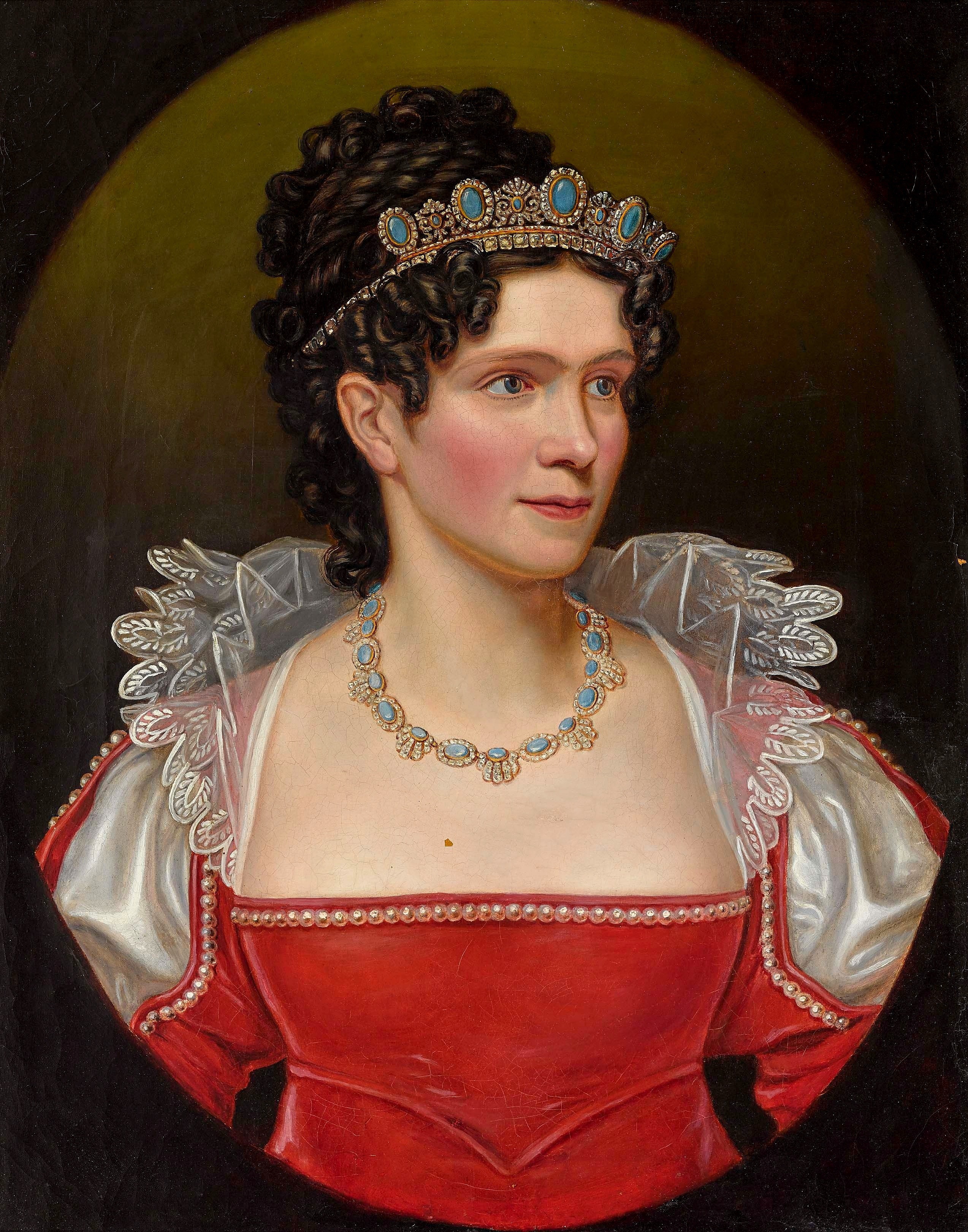
La regina Carolina di Baden, consorte di Massimiliano I Giuseppe di Baviera.

Dopo l'ascesa al trono di Ludovico I di Baviera, con il sostegno dello stesso sovrano, l'ultramontanismo, la cui lotta contro il liberalismo era diretta anche contro la Chiesa protestante, divenne sempre più dominante. Nonostante la tolleranza dimostrata nei confronti delle prime due regine protestanti, Carolina di Baden e Teresa di Sassonia-Hildburghausen, il protestantesimo in Baviera era sotto pressione. Ludwig abbandonò la sua indifferenza nei confronti della fede protestante solo dopo che il funerale della matrigna Carolina, celebrato nel 1841, fu così indegno che intervenne personalmente dopo le proteste. Per ordine dell'arcivescovo Lothar Anselm von Gebsattel, l'intero clero cattolico del capitolo collegiale si presentò in abiti secolari. Dopo la benedizione, tutto il clero protestante dovette ritirarsi, non fu accesa una sola candela all'interno della chiesa e la bara fu posta nella cripta senza i soliti inni funebri e senza preghiera. La regina Teresa aveva un rapporto molto stretto proprio con la matrigna del marito, Carolina di Baden; entrambe le sovrane rimasero in stretta corrispondenza e in contatto personale fino alla morte di una delle due, nel 1841. Andavano in chiesa insieme e prendevano la comunione insieme. Le regine ebbero un ruolo attivo nella creazione della Chiesa di San Matteo, la prima parrocchiale evangelica luterana di Monaco, costruita tra il 1827 e il 1833 (questo primo edificio fu demolito nel 1938 su istigazione dei nazionalsocialisti). Per questo impegno, a Teresa fu infine negata la sepoltura nel Monastero di Scheyern da Papa Pio VII. Dopo essersi trasferiti a Villa Ludwigshöhe nel 1852, Ludwig e Teesa vi trascorrevano alcune settimane ogni due estati. Mentre il re partecipava alla messa a Edenkoben, la regina si recò alla funzione nella chiesa protestante di Rhodt unter Rietburg, dove fondò un asilo. La sua sedia con la lettera "T" coronata nel palco della regina della chiesa barocca di San Giorgio può ancora essere vista oggi, essendo stata restaurata nel 2003 con l'aiuto di donazioni. La strada che la regina usava per andare in chiesa fu piantata con castagni e ribattezzata Theresienstraße.

### Morte

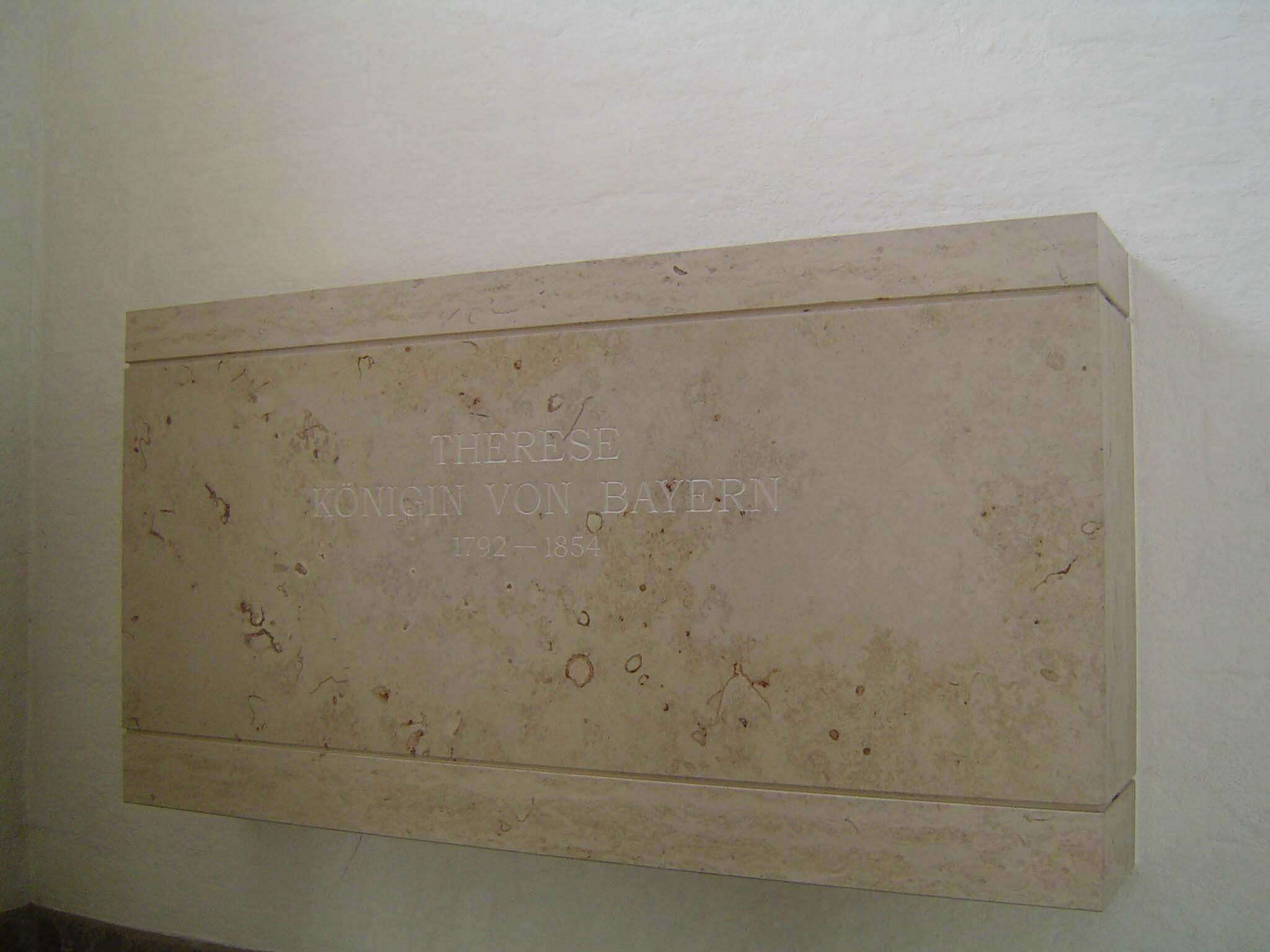
Tomba della regina Teresa di Baviera, nell'Abbazia di San Bonifacio, a Monaco.

La regina Teresa di Baviera morì il 26 ottobre 1854, vittima del colera, dopo aver partecipato a una funzione di ringraziamento a Monaco per la fine di un'epidemia che aveva causato il lutto di 9.000 vittime. Il 4 novembre re Ludovico I scrisse a suo figlio Ottone: “Caro Ottone, tu hai perso la migliore madre, io la migliore moglie! […] Entro dodici ore, ancora senza pericolo di vita, e morta! […] La sua morte è stata dolce come la vita di tua madre, ha dormito senza dolore […] dopo 44 anni di matrimonio, nei quali mi è diventata sempre più cara a causa della sua eccellenza”. Nel suo testamento di 26 pagine, Teresa aveva dedicato parole affettuose al consorte Ludovico, che le sopravvisse di quattordici anni, morì infatti nel 1868. Nel primo anniversario della sua morte, Ludwig scrisse il sonetto Alla mia Teresa trasfigurata (in tedesco An meine verklärte Therese) e scrisse alla nuora Amalia, regina di Grecia: “Ho perso il trono […] genitori e fratelli, ma cosa è tutto questo in confronto alla perdita della mia compagna di vita!!”. La regina Teresa fu sepolta nella cripta reale della Theatinerkirche; re Ludwig non partecipò al funerale della moglie protestante e l'arcivescovo Karl August von Reisach si era rifiutato di celebrare le cerimonie funebri. La gestione da parte della chiesa cattolica della sepoltura di una regina protestante aveva già provocato uno scandalo con la regina Carolina, consorte di Massimiliano I Giuseppe, al quale Ludwig probabilmente non voleva esporsi di nuovo. Il duca Ernesto di Sassonia-Altenburg fu l'unico principe federale a comparire per dire addio alla zia. 

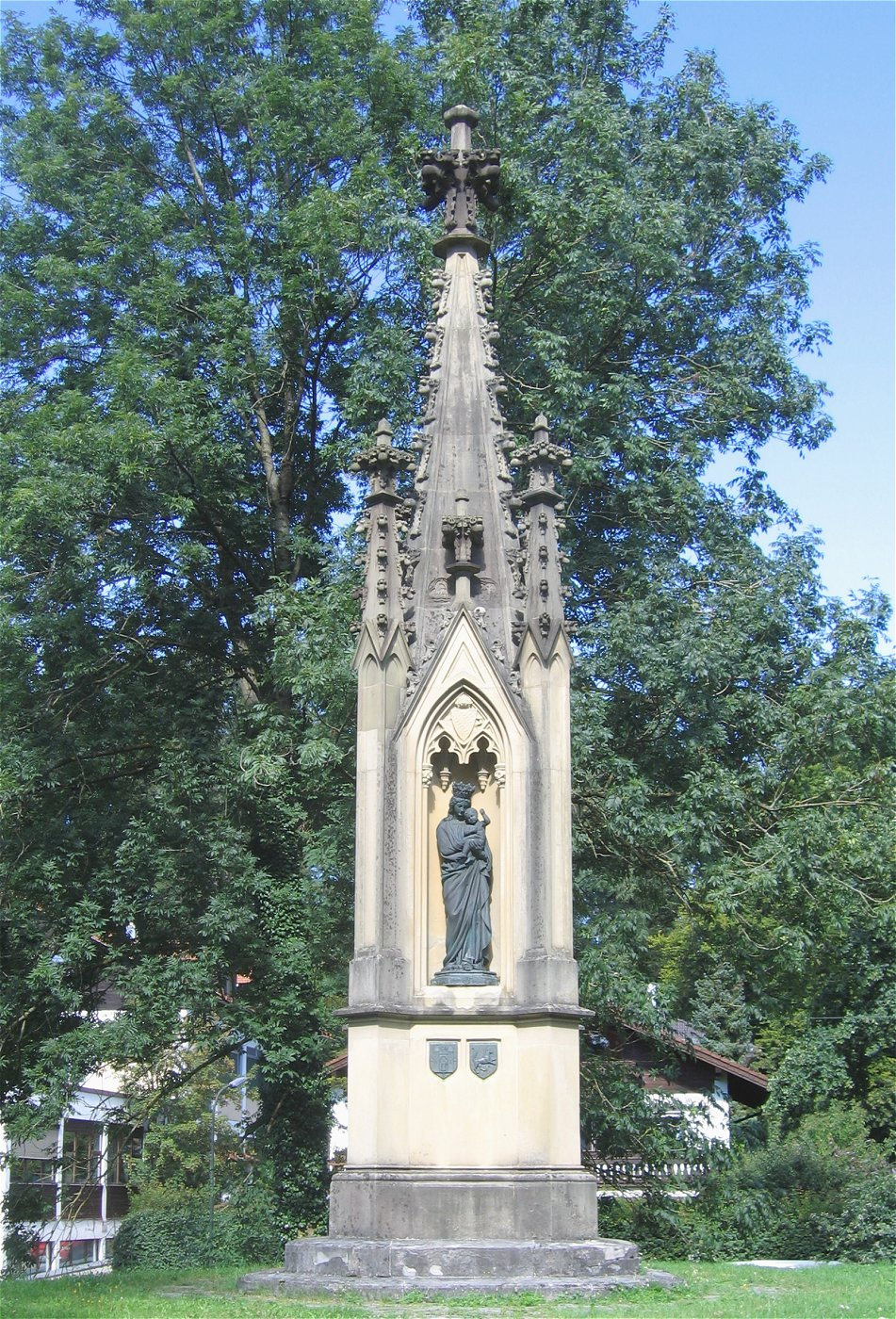
Monumento di Teresa a Bad Aibling.

Nel 1857, la salma di Teresa fu traslatato nell'Abbazia di San Bonifacio, che Ludwig aveva designato come luogo di sepoltura della famiglia reale nel 1856. La prima pietra dell'abbazia fu posata nel 1835 in occasione delle nozze d'argento di Ludwig e Teresa. Il cuore della regina protestante non fu portato nella Cappella delle Grazie di Altötting, come per i Wittelsbach, ma fu sepolto in un'urna a San Bonifacio. Allo stesso modo, la bara di zinco di Teresa fu trasferita in una cripta separata sotto il sarcofago del marito. Nel 2002, il corpo di Teresa venne spostato in un sarcofago di marmo accanto al marito e sottoposta a una tardiva riabilitazione. Il vescovo regionale protestante Johannes Friedrich e l'ex abate Odilo Lechner benedissero la tomba l'11 novembre 2002 alla presenza dei membri della Casa di Wittelsbach, tra cui Franz, duca di Baviera.
Numerose strade, piazze, ponti, edifici, istituti scolastici e scuole portano il nome di Teresa, tra cui la Theresienwiese, la Theresienstraße e il Theresien-Gymnasium a Monaco di Baviera, il Bürgerpark Theresienstein a Hof, la Theresienklause vicino a Marktschellenberg e la vetreria Theresienthal. Nella città termale di Bad Kissingen, nel 1839, Teresa e Ludovico fondarono la fondazione Theresienspital. In occasione del loro matrimonio, a Monaco si celebra l'Oktoberfest e, dal 1991, a Hildburghausen si tiene la Theresienfest. Circa settanta poesie e alcuni sonetti di Ludovico I di Baviera furono dedicati alla moglie. Anche il poeta Friedrich Rückert le dedicò delle poesie. Teresa fu ritratta più volte: tra i dipinti più famosi ci sono quelli del pittore Joseph Karl Stieler e della contessa Julie von Egloffstein. Il dipinto di Stieler ebbe ampia diffusione e divenne molto popolare attraverso un'incisione e una litografia. Teresa è raffigurata anche al centro del dipinto Grundsteinlegung der Gaibacher Konstitutionssäule (1822/1823) del pittore Peter von Hess. Nell'ambito della serie Königreich Bayern, Anita Eichholz ha prodotto il film Königin Therese per la Bayerischer Rundfunk nel 2006. In questo articolo, oltre al suo "matrimonio non poi così infelice", vengono sottolineati l'impegno sociale della sovrana, la sua abile diplomazia e la sua grande popolarità.

## Discendenza
Teresa di Sassonia-Hildburghausen e Luigi I di Baviera ebbero nove figli:
- Massimiliano II, re di Baviera, che sposò, nel 1842, la principessa Maria di Prussia;
- Matilde, principessa di Baviera, che si unì, nel 1833, al granduca Luigi III di Assia-e-il-Reno;
- Ottone I, re di Grecia e principe di Baviera, che sposò, nel 1836, la principessa Amalia d'Oldenburg;
- Luitpold, principe e reggente di Baviera, che sposò nel 1844, la principessa Augusta di Toscana;
- Adelgonda, principessa di Baviera, che sposò nel 1842, il duca Francesco V d'Asburgo-Este (1819-1875);
- Ildegarda, principessa di Baviera, che si unì, nel 1844, con l'arciduca Alberto d'Austria;
- Alessandra, principessa di Baviera, direttrice e badessa superiore dell'abbazia reale zur Heilegen Anna a Monaco e Würzbourg
- Adalberto, principe di Baviera, che sposò nel 1856, l'infante Amalia di Spagna.
- Teodolinda Carlotta Luisa (1816-1817);

## Ascendenza
|                                                 |                                                 |                                                        | Genitori                                                              |  |  | Nonni |  |  | Bisnonni                                       |  |  | Trisnonni                                     |  |
|                                                 |                                                 |                                                        |                                                                       |  |  |       |  |  | Ernesto Federico II di Sassonia-Hildburghausen |  |  | Ernesto Federico I di Sassonia-Hildburghausen |  |
|                                                 |                                                 |                                                        |                                                                       |  |  |       |  |  | Ernesto Federico II di Sassonia-Hildburghausen |  |  | Ernesto Federico I di Sassonia-Hildburghausen |  |
|                                                 |                                                 | Sofia Albertina di Erbach-Erbach                       |                                                                       |  |  |       |  |  | Ernesto Federico II di Sassonia-Hildburghausen |  |  |                                               |  |
| Ernesto Federico III di Sassonia-Hildburghausen |                                                 |                                                        |                                                                       |  |  |       |  |  | Ernesto Federico II di Sassonia-Hildburghausen |  |  |                                               |  |
|                                                 |                                                 | Carolina di Erbach-Fürstenau                           | Filippo Carlo di Erbach-Fürstenau                                     |  |  |       |  |  |                                                |  |  |                                               |  |
|                                                 |                                                 | Carolina di Erbach-Fürstenau                           | Filippo Carlo di Erbach-Fürstenau                                     |  |  |       |  |  |                                                |  |  |                                               |  |
|                                                 |                                                 | Carolina di Erbach-Fürstenau                           | Carlotta Amalia di Kunowitz                                           |  |  |       |  |  |                                                |  |  |                                               |  |
| Federico di Sassonia-Altenburg                  |                                                 | Carolina di Erbach-Fürstenau                           |                                                                       |  |  |       |  |  |                                                |  |  |                                               |  |
|                                                 |                                                 | Ernesto Augusto I di Sassonia-Weimar                   | Giovanni Ernesto III di Sassonia-Weimar                               |  |  |       |  |  |                                                |  |  |                                               |  |
|                                                 |                                                 | Ernesto Augusto I di Sassonia-Weimar                   | Giovanni Ernesto III di Sassonia-Weimar                               |  |  |       |  |  |                                                |  |  |                                               |  |
|                                                 |                                                 | Ernesto Augusto I di Sassonia-Weimar                   | Sofia Augusta di Anhalt-Zerbst                                        |  |  |       |  |  |                                                |  |  |                                               |  |
| Ernestina Augusta di Sassonia-Weimar            |                                                 | Ernesto Augusto I di Sassonia-Weimar                   |                                                                       |  |  |       |  |  |                                                |  |  |                                               |  |
|                                                 |                                                 | Sofia Carlotta di Brandeburgo-Bayreuth                 | Giorgio Federico Carlo di Brandeburgo-Bayreuth                        |  |  |       |  |  |                                                |  |  |                                               |  |
|                                                 |                                                 | Sofia Carlotta di Brandeburgo-Bayreuth                 | Giorgio Federico Carlo di Brandeburgo-Bayreuth                        |  |  |       |  |  |                                                |  |  |                                               |  |
|                                                 |                                                 | Sofia Carlotta di Brandeburgo-Bayreuth                 | Dorotea di Schleswig-Holstein-Sonderburg-Beck                         |  |  |       |  |  |                                                |  |  |                                               |  |
| Teresa di Sassonia-Hildburghausen               |                                                 | Sofia Carlotta di Brandeburgo-Bayreuth                 |                                                                       |  |  |       |  |  |                                                |  |  |                                               |  |
|                                                 | Carlo Ludovico Federico di Meclemburgo-Strelitz | Adolfo Federico II di Meclemburgo-Strelitz             |                                                                       |  |  |       |  |  |                                                |  |  |                                               |  |
|                                                 | Carlo Ludovico Federico di Meclemburgo-Strelitz | Adolfo Federico II di Meclemburgo-Strelitz             |                                                                       |  |  |       |  |  |                                                |  |  |                                               |  |
|                                                 | Carlo Ludovico Federico di Meclemburgo-Strelitz | Cristiana Emilia di Schwarzburg-Sondershausen          |                                                                       |  |  |       |  |  |                                                |  |  |                                               |  |
| Carlo II di Meclemburgo-Strelitz                | Carlo Ludovico Federico di Meclemburgo-Strelitz |                                                        |                                                                       |  |  |       |  |  |                                                |  |  |                                               |  |
|                                                 |                                                 | Elisabetta Albertina di Sassonia-Hildburghausen        | Ernesto Federico I di Sassonia-Hildburghausen                         |  |  |       |  |  |                                                |  |  |                                               |  |
|                                                 |                                                 | Elisabetta Albertina di Sassonia-Hildburghausen        | Ernesto Federico I di Sassonia-Hildburghausen                         |  |  |       |  |  |                                                |  |  |                                               |  |
|                                                 |                                                 | Elisabetta Albertina di Sassonia-Hildburghausen        | Sofia Albertina di Erbach-Erbach                                      |  |  |       |  |  |                                                |  |  |                                               |  |
| Carlotta di Meclemburgo-Strelitz                |                                                 | Elisabetta Albertina di Sassonia-Hildburghausen        |                                                                       |  |  |       |  |  |                                                |  |  |                                               |  |
|                                                 |                                                 | Giorgio Guglielmo d'Assia-Darmstadt                    | Luigi VIII d'Assia-Darmstadt                                          |  |  |       |  |  |                                                |  |  |                                               |  |
|                                                 |                                                 | Giorgio Guglielmo d'Assia-Darmstadt                    | Luigi VIII d'Assia-Darmstadt                                          |  |  |       |  |  |                                                |  |  |                                               |  |
|                                                 |                                                 | Giorgio Guglielmo d'Assia-Darmstadt                    | Carlotta di Hanau-Lichtenberg                                         |  |  |       |  |  |                                                |  |  |                                               |  |
| Federica Carolina Luisa d'Assia-Darmstadt       |                                                 | Giorgio Guglielmo d'Assia-Darmstadt                    |                                                                       |  |  |       |  |  |                                                |  |  |                                               |  |
|                                                 |                                                 | Maria Luisa Albertina di Leiningen-Dagsburg-Falkenburg | Cristiano Carlo Reinardo di Leiningen-Dachsburg-Falkenburg-Heidesheim |  |  |       |  |  |                                                |  |  |                                               |  |
|                                                 |                                                 | Maria Luisa Albertina di Leiningen-Dagsburg-Falkenburg | Cristiano Carlo Reinardo di Leiningen-Dachsburg-Falkenburg-Heidesheim |  |  |       |  |  |                                                |  |  |                                               |  |
|                                                 |                                                 | Maria Luisa Albertina di Leiningen-Dagsburg-Falkenburg | Caterina Polissena di Solms-Rödelheim                                 |  |  |       |  |  |                                                |  |  |                                               |  |
|                                                 |                                                 | Maria Luisa Albertina di Leiningen-Dagsburg-Falkenburg |                                                                       |  |  |       |  |  |                                                |  |  |                                               |  |